# Evelyn Furtsch
Evelyn Furtsch (San Diego, Estats Units 17 d'abril de 1914 - 15 de març de 2015) va ser una atleta estatunidenca, especialista en la prova de 4×100 metres relleus en què va arribar a ser campiona olímpica l'any 1932.

## Carrera esportiva
En els jocs olímpics de Los Ángeles de 1932 va guanyar la medalla d'or en els 4x100 metres relleus amb un temps de 48.4 segons, arribant a la meta per davant de Canadà (que van ser plata) i Regne Unit (bronze), sent les seves companyes d'equip: Mary Carew, Annette Rogers i Wilhelmina von Bremen.